# Президентские выборы в Иране (2021)
Президентские выборы в Иране — тринадцатые президентские выборы в истории страны, состоявшиеся 18 июня 2021 года.

## Предыстория
Президент Ирана избирается на четыре года с возможностью одного переизбрания.
Заявки кандидатов рассматривает Совет стражей конституции Ирана (12 человек — шесть представителей духовенства, назначаемых высшим руководителем Али Хаменеи, и шесть от парламента по рекомендации судебной власти). Совет допустил к выборам семь кандидатов из 592, подавших заявки. В числе недопущенных — бывший президент Ирана Махмуд Ахмадинежад, умеренные кандидаты и реформисты. Перед голосованием от участия в выборах отказались бывший вице-президент Мохсен Мехрализаде (считающийся реформистом), депутат парламента Алиреза Закани и бывший секретарь Высшего совета национальной безопасности Саид Джалили. Закани и Джалили отказались от гонки в пользу Раиси.
В выборах приняли участие секретарь Совета по целесообразности принимаемых решений Мохсен Резайи (консерватор), заместитель председателя парламента Амир Хосейн Казизаде Хашеми (консерватор) и бывший глава ЦБ Абдольнасер Хеммати (реформист).
Победу ультраконсерватора И. Раиси прогнозировали изначально: его поддерживал аятолла Али Хаменеи, а жёсткая политическая система позволяла заранее убрать «нежелательных» кандидатов.
Проголосовали 24,9 млн человек, из которых 18 млн (72,35 %) — за Раиси. Уходящий президент Ирана Хасан Роухани поздравил его с победой. Явка стала рекордно низкой в истории Ирана — 48,48 % из 59 млн иранцев, обладающих правом голоса (на прошлых выборах явка составила 73 %). Однако по мировым меркам, этот показатель далеко не самый плохой. Около 4 млн бюллетеней были испорчены избирателями, хотя верховный лидер Ирана предупредил, что делать так нельзя.

## Результаты
| Кандидаты                           | Кандидаты                           | Партия                                 | Политический лагерь                 | Голоса     | %      |
| ----------------------------------- | ----------------------------------- | -------------------------------------- | ----------------------------------- | ---------- | ------ |
|                                     | Ибрахим Раиси                       | Ассоциация воинствующего духовенства   | Принципалисты                       | 18 021 945 | 72,35  |
|                                     | Мохсен Резайи                       | Исламский Иранский фронт сопротивления | Принципалисты                       | 3 440 835  | 13,81  |
|                                     | Абдольнасер Хеммати                 | Руководители строительной партии       | Реформисты                          | 2 443 387  | 9,81   |
|                                     | Амир-Хоссейн Газизаде Хашеми        | Партия исламского права                | Принципалисты                       | 1 003 650  | 4,03   |
| Недействительных/пустых бюллетеней  | Недействительных/пустых бюллетеней  | Недействительных/пустых бюллетеней     | Недействительных/пустых бюллетеней  | 3 840 919  | 13,36  |
| Всего                               | Всего                               | Всего                                  | Всего                               | 28,750,736 | 100,00 |
| Зарегистрированных избирателей/Явка | Зарегистрированных избирателей/Явка | Зарегистрированных избирателей/Явка    | Зарегистрированных избирателей/Явка | 59 310 307 | 48,48  |
| Источник: Fars News                 |                                     |                                        |                                     |            |        |